# Sulistryj
Sulistryj – staropolskie imię męskie, złożone z dwóch członów: Suli- ("obiecywać" albo "lepszy, możniejszy") i -stryj ("stryj"). Może oznaczać "ten, który uczyni swojego stryja możniejszym".